# Лазы (Ивано-Франковская область)
Лазы (укр. Лази) — село в Перегинской поселковой общине Калушского района Ивано-Франковской области Украины.
Население по переписи 2001 года составляло 287 человек. Занимает площадь 9,66 км². Почтовый индекс — 77673. Телефонный код — 03474.